# Iwan Iwanowitsch Popow

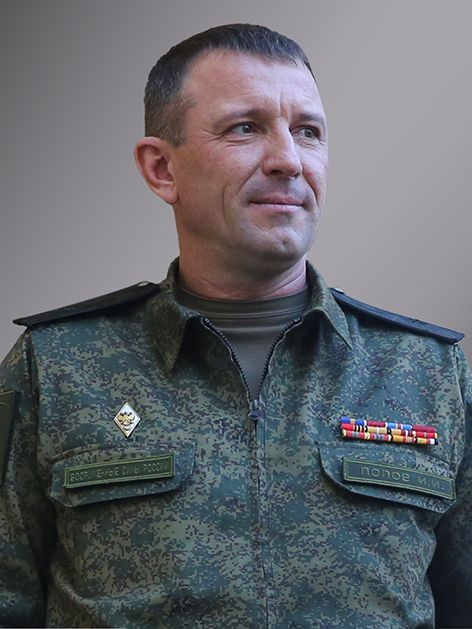
Iwan Popow (2022)

Iwan Iwanowitsch Popow (russisch Иван Иванович Попов; * 30. Januar 1975) war ein russischer Generalmajor. Er kommandierte im Russisch-Ukrainischen Krieg die russische 58. Armee und wurde im Juli 2023 nach einem von ihm verfassten kritischen Bericht entlassen.

## Militärische Laufbahn
Popow begann seine militärische Ausbildung als Kadett an der Moskauer Militärschule. Danach war er unter anderem Leutnant im 56. Luftlanderegiment, mit dem er am Tschetschenienkrieg teilnahm. 
Im März 2023 wurde Popow zum Kommandanten der 58. Armee ernannt. Vier Monate später, so berichteten mehrere Medien, bemängelte er in einem Bericht an das russische Verteidigungsministerium die fehlende Artillerieaufklärung und -bekämpfung sowie die vielfachen Toten und Verletzten durch die feindliche Artillerie.
Popow wurde daraufhin entlassen, wie er selber in einer Rede in einem Audiokanal berichtete, den der Duma-Abgeordnete und TV-Propagandist Andrei Guruljow kurz darauf auf seinem Telegramkanal veröffentlichte.
Er wurde im Mai 2024 wegen Betrugsverdachts „in besonders großem Umfang“ verhaftet. Er soll Güter im Wert von 100 Millionen Rubel, umgerechnet rund eine Million Euro, zweckentfremdet und verkauft haben.
Im April 2025 wurde Popow laut der staatlichen Nachrichtenagentur Tass dann wegen Betrugs zu einer fünfjährigen Haftstrafe verurteilt.